# Flåghult
Flåghult är en småort i Skee socken i Strömstads kommun i Västra Götalands län. Orten har 163 invånare (2023).